# San Sebastián Coatán
San Sebastián Coatán est une ville du Guatemala dans le département de Huehuetenango.

## Histoire
Le lieu de peuplement est d'origine précolombienne ; au XVIIe siècle il était mentionné comme appartenant au couvent de Chiantla.

## Démographie
Les projections de la population pour 2024 sont de 26 491 habitants. Au recensement de 2018, la population était de 20 905 habitants.